# Anastase Demian
Anastase Demian (n. 1899, Budapesta, Austro-Ungaria – d. 1977, Baia Mare, România) a fost un pictor, gravor și profesor universitar român.

## Biografie
Începe studiile de pictură la Academia Națională de Arte Frumoase din București în 1919, pleacă în același an la Paris, frecventând cursurile Academiei Julian, lucrând și la Ateliers des Artes Sacrees sub îndrumarea lui Maurice Denis. Activează în colonia de pictură la Baia Mare. A predat atât la Academia Națională de Arte Frumoase  din București precum și la Institutul de Arte Plastice „Ion Andreescu” din Cluj-Napoca. A pictat o serie de edificii de cult, cum ar fi catedralele mitropolitane de la Timișoara,, Biserica ortodoxă Adormirea Maicii Domnului din Lugoj (1943 - 1944) și Sibiu, precum și capela Stella Maris de la Balcic împreună cu Tache Papatriandafil.

## Distincții
- Ordinul Muncii clasa a III-a (1 octombrie 1957) „pentru merite deosebite în activitatea artistică”[3]
- Ordinul „Meritul Cultural” clasa a II-a (1968) „pentru activitate deosebită în domeniul artelor plastice”[4]